# Fernsehturm Jerewan
Der Fernsehturm Jerewan ist ein 311,7 Meter hoher Stahlfachwerkturm auf dem Berg Nork im Südosten von Jerewan. Er wurde von 1974 bis 1977 als Nachfolger für einen 180 Meter hohen Fernsehturm gebaut. Der Fernsehturm ist das höchste Bauwerk des Landes. Sein Sendegebiet umfasst große Teile des Ararattals. Der Turm gehört zu den weltweit höchsten Fernsehtürmen aus Stahlfachwerk. Betreiber des Fernsehturms Jerewan ist die öffentlich-rechtliche Fernsehanstalt ARMTV. Der Fernsehturm ist nicht öffentlich zugänglich.

## Geschichte
Der Bau des Fernsehturm Jerewan wurde notwendig, weil die Kapazität der alten Sendeanlage zu gering war. 1977 waren in Armenien eine halben Million Fernsehgerät in Gebrauch, rund 100.000 davon waren Farbfernsehgeräte. Dies machte Armenien zu der Unionsrepublik mit der zweithöchsten Zahl von Fernsehern. Der Fernsehturm Jerewan begann seinen Betrieb am 29. November 1977 aufzunehmen.
Die alte abgetragene Sendeanlage, eine einfache Stahlgittermastkonstruktion, wurden nach Gjumri überführt, wo sie bis heute in Betrieb ist.

## Beschreibung
Die Basis des Stahlfachwerkturms bildet ein Stelzenbau aus drei Pfeilern. Diese werden von einer dreieckigen Gitterstruktur geformt. Auf 71 Meter Höhe befindet sich eine eingeschossige, geschlossene Plattform, welche denselben Querschnitt aufweist. Auf dem Dach dieses unteren Turmkorbs sind Richtfunkantennen untergebracht. Am Ende des mittlere Teils ist weiterer zweigeschossiger Turmkorb mit rundem Querschnitt auf einer Höhe von 137 Metern angebracht. Dort befinden sich weitere technische Einrichtungen zur Sendeversorgung. Der obere Turmkorb besitzt die Form eines umgekehrten Kegelstumpfs, seine Dachkante hat einen Durchmesser von 18 Metern. Die Gitternetzstruktur setzt sich noch rund 30 Meter fort. Darüber setzt sich die vom Boden aufragende, vertikale Rohrkonstruktion (Durchmesser 4,2 Meter), in der unter anderem der Aufzugschacht verborgen ist, als Antennenträger fort. Diese Form war in der Sowjetunion bei Stahlfachwerktürmen weit verbreitet. So folgen beispielsweise der Fernsehturm Kiew und der Fernsehturm Sankt Petersburg diesem Konstruktionsprinzip.
Der Antennenträger verjüngt sich (Durchmesser je Abschnitt: 4 Meter, 3 Meter, 2,6 Meter, 1,72 Meter und 0,75 Meter) zwischen fünf Wartungsbrüstungen zu Spitze hin. Die Stahlkonstruktion ist rot-weiß lackiert, ähnlich wie der Tokyo Tower und der Fernsehturm Tiflis.
Neben der Flugsicherungsbefeuerung wird der Turm in den Abendstunden rötlich angestrahlt.